# Jindřich VI. Dobrý
Jindřich VI. Dobrý (18. března 1294 – 24. listopadu 1335) byl vratislavský kníže z rodu slezských Piastovců.

## Životopis
Byl synem vratislavsko-lehnického knížete Jindřicha Tlustého. Za své vlády narazil na odpor vratislavských patriciů a také svých piastovských příbuzných. Roku 1322 se obrátil s prosbou o pomoc na polského krále Vladislava Lokýtka, poté i na papeže a nakonec si roku 1324 nechal udělit Vratislavsko jako léno od římského císaře Ludvíka Bavora. Nakonec ale ustoupil tlaku vratislavského měšťanstva a v březnu 1327 vyrazil do Prahy dohodnout se na znění dědické smlouvy s českým králem Janem Lucemburským. V dubnu téhož roku ho pak doprovázel do Vratislavi, 6. dubna pak od krále přijal Vratislavsko jako léno. Za to (a určení Jana jako dědice knížectví) obdržel doživotně Kladsko a roční platbu tisíce hřiven stříbra. Kníže Jindřich zemřel 24. listopadu 1335 bez mužských potomků a Vratislavsko tak podle dědických smluv připadlo českému králi.

## Galerie

erb Jindřicha VI. Dobrého
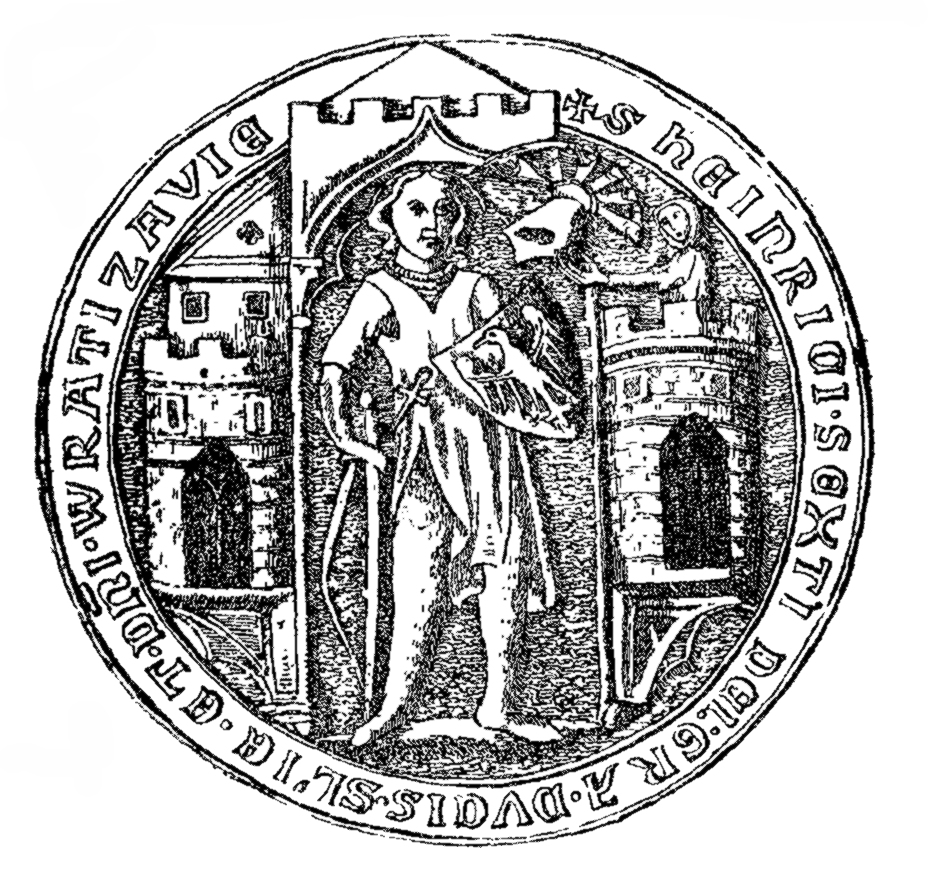
Jindřichova pečeť z roku 1332. V opisu HEINRICI SEXTI DEI GRA(tia) DUCIS SL(ez)IE ET D(omi)NI WRATIZAVIE